# GAU-13

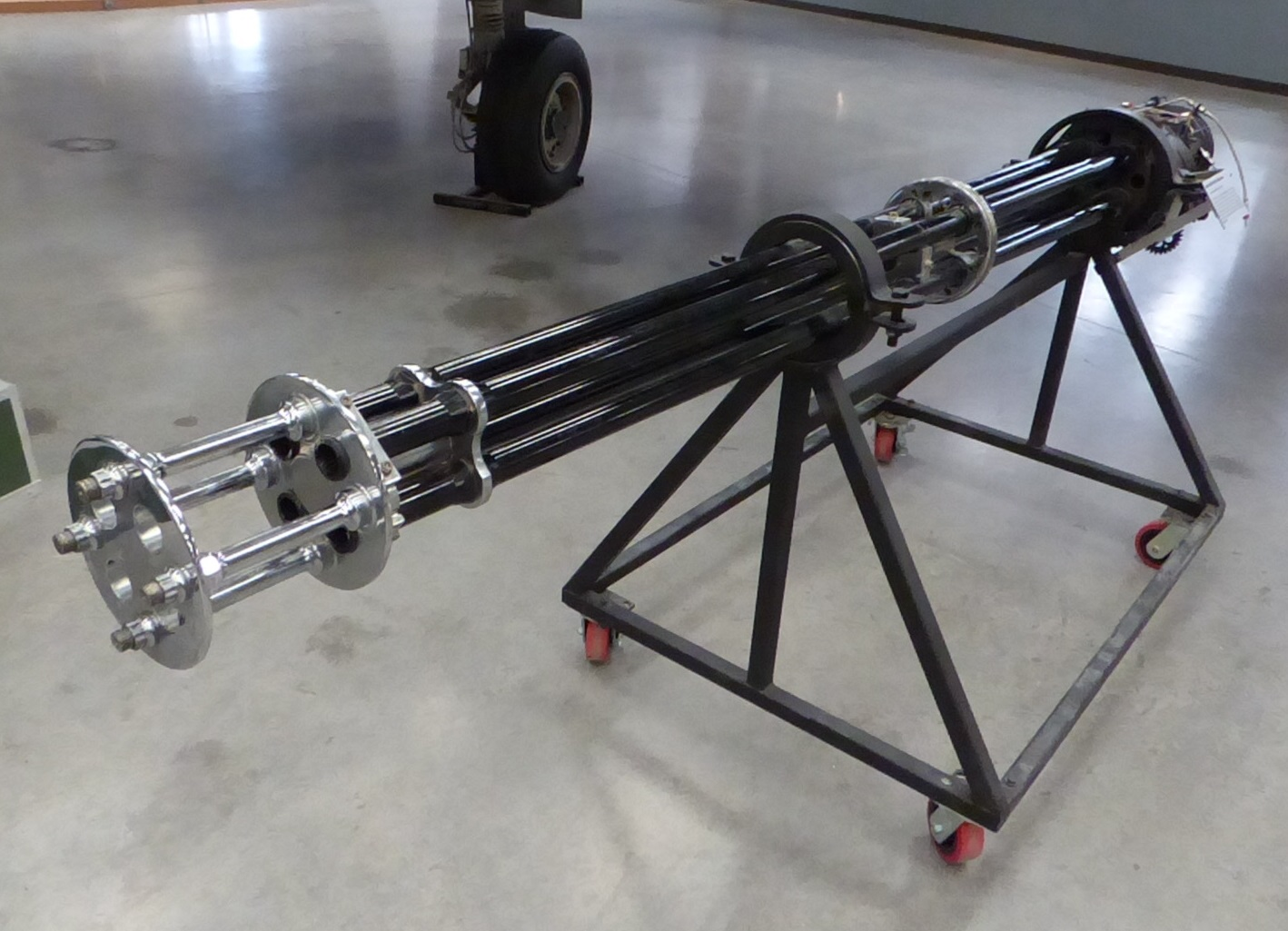
GAU-13/A im Pina Air Museum in Pheonix, Arizona

Die General Electric GAU-13/A ist eine Kaliber 30 mm Gatling-Kanone, abgeleitet aus der GAU-8/A Avenger.

## Beschreibung
Die GAU-13 wurde in den späten 1970er-Jahren für den Einsatz in Waffenbehältern für Kampfflugzeuge entwickelt, primär für Bodenangriffe.
Die GAU-13 ist eine vierläufige Gatling-Kanone mit dem Verschlussmechanismus der größeren GAU-8 und verwendet die gleiche 30-mm-Munition. Analog der GAU-8 werden auch bei der GAU-13 die Patronen ungegurtet zugeführt und die leeren Hülsen in die Munitionskammer zurückgeführt. Der Antrieb der GAU-13 ist jedoch pneumatisch und nicht hydraulisch, womit theoretisch 2.400 Schuss pro Minute abgefeuert werden können. Mindestens 32.000 Schuss liegen zwischen einzelnen Ladehemmungen der Waffe, womit die Zuverlässigkeit als sehr hoch einzustufen ist.
Es werden dieselben Spreng-Brand- (High Explosive Incendiary – HEI) PGU-13 und panzerbrechenden Brandgeschosse mit Kern aus abgereichertem Uran (Armor-Piercing Incendiary – API) PGU-14 der GAU-8 verwendet. Trotz der, im Vergleich zur siebenläufigen GAU-8, geringeren Kadenz  ist die GAU-13 eine sehr feuerkräftige Maschinenkanone.
Verwendung findet die GAU-13 im amerikanischen Waffenbehälter GPU-5/A (Vertriebsbezeichnung GEPOD 30). Der Waffenbehälter ist 4,3 m lang und kann an jede NATO-762-mm-Waffenstation montiert werden. Im Behälter befinden sich 352 Schuss Munition, genug für ungefähr neun Sekunden Dauerfeuer. Er wiegt leer 600 kg und vollständig aufmunitioniert 841 kg.
Der GPU-5/A war für viele taktische Kampfflugzeuge vorgesehen, inklusive der F-15 Eagle und der F-16 Fighting Falcon. Mitte der 1980er-Jahre wollte man eine spezielle Variante der F-16 für die Bodenunterstützung mit dem GPU-5/A Waffenbehälter entwickeln, um einen Ersatz für die A-10 Thunderbolt II zu erhalten bzw. um diese zu ergänzen.
Im Einsatz bewährte sich der GPU-5-Waffenbehälter jedoch nicht. Er wurde vorübergehend von einigen F-16-Kampfflugzeugen der Nationalgarde während des Zweiten Golfkrieges 1991 eingesetzt, aber aufgrund der schlechten Zielgenauigkeit nach nur einem Tag wieder demontiert. Zwar hatte die Waffe hervorragende ballistischen Eigenschaften, jedoch war die Aufhängung an der Waffenstation nicht stabil genug und bot keine ausreichend starre Verbindung mit dem Flugzeug, um die Eigenbewegung des Waffenbehälters beim Abfeuern zu minimieren. Der Rückstoß war so groß, dass er mitunter die Halterung der Waffenstation verbog. Obendrein war der GPU-5/A nicht in die Feuerleitsysteme der F-16 integriert, so dass das Zielen manuell erfolgen musste.  Dies führte dazu, dass die Waffe im Ziel eher die Wirkung einer Streubombe hatte und gegen gepanzerte Punktziele nicht effektiv eingesetzt werden konnte.
Von den amerikanischen Streitkräften wird der GPU-5-Waffenbehälter nicht mehr eingesetzt. Nur an einigen thailändischen F-5E Tiger II wird er noch verwendet.

## Technische Daten
- Typ: vierläufige Gatling-Kanone
- Funktion: pneumatischer Fremdantrieb
- Kaliber: 30 mm
- Länge: 2.790 mm
- Gesamtgewicht: 151 kg
- Kadenz: 2.400 Schuss pro Minute
- Mündungsgeschwindigkeit: 1.030 m/s
- Geschossgewicht: (API) 430 g; HEI 360 g

## Quelle
- f-16.net (englisch)